# New Jersey
New Jersey je zvezna država ob srednjem Atlantiku na severovzhodu ZDA. Na severu in vzhodu meji na državo New York; na vzhodu, jugovzhodu in jugu ob Atlantskem oceanu; na zahodu ob reki Delaware in Pensilvaniji; in na jugozahodu ob zalivu Delaware in zvezni državi Delaware. New Jersey je četrta najmanjša država po površini, vendar enajsta po številu prebivalcev, z 8.882.190 prebivalci od leta 2019 in površino 8.722,58 kvadratnih milj, zaradi česar je najbolj gosto naseljena med 50 državami ZDA. Njeno največje mesto je Newark. Vsa okrožja v New Jerseyju razen ene ležijo na združenih statističnih območjih New Yorka ali Philadelphije. New Jersey je bila po povprečnem dohodku gospodinjstev od leta 2017 druga najbogatejša ameriška država.
Indijanci so New Jersey prvič naselili najmanj 2800 let, Lenape pa je bila ob prihodu Evropejcev v začetku 17. stoletja prevladujoča skupina. Nizozemci in Švedi so ustanovili prva evropska naselja v državi.  Angleži so kasneje prevzeli nadzor nad regijo, jo poimenovali provinca New Jersey po največjem med Kanalskimi otoki, Jersey, in jo kot kolonijo podelili Sir Georgeu Carteretu in Johnu Berkeleyju, 1. baronu Berkeleyju iz Stratton. New Jersey je bil v času ameriške revolucionarne vojne v 18. stoletju kraj več pomembnih bitk.
V 19. stoletju so tovarne v mestih "Big Six" Camden, Paterson, Newark, Trenton, Jersey City in Elizabeth pomagale pri industrijski revoluciji. Lokacija New Jerseyja v središču severovzhodnega megalopolisa - med Bostonom in New Yorkom na severovzhodu ter Philadelphijo, Baltimore in Washingtonu na jugozahodu - je spodbudila njegovo hitro rast in suburbanizacijo v drugi polovici 20. stoletja. Na prelomu 21. stoletja se je kulturno raznoliko prebivalstvo države začelo vračati v bolj urbana okolja znotraj države, z mesti, kjer se nahajajo primestne železniške postaje, ki od leta 2008 presegajo rast prebivalstva v bolj avtomobilsko usmerjenih predmestjih.
Leta 2020 je bil v New Jerseyju največ  milijonarjev na prebivalca od vseh ameriških zveznih držav, pri čemer je 9,76% gospodinjstev (več kot 323 000 od 3,3 milijona od vseh v zveni državi) izpolnjevalo merila. Javni šolski sistem v New Jerseyju se stalno uvršča med vrh petdesetih zveznih držav ZDA ali je med njimi.

## Zgodovina
Pred približno 180 milijoni let je v obdobju Jure New Jersey mejil s severno Afriko. Pritisk trka med Severno Ameriko in Afriko je povzročil Apalaške gore. Pred približno 18.000 leti je ledena doba povzročila ledenike, ki so dosegli New Jersey. Ko so se ledeniki umikali, so za seboj pustili Passajsko jezero, pa tudi številne reke, močvirja in soteske.

### Obdobje kolonizacije
Nizozemci so postali prvi Evropejci, ki so zahtevali zemljišča v New Jerseyju. Nizozemsko kolonijo Novo Nizozemsko so sestavljali deli sodobnih srednjeatlantskih držav. Čeprav Lenape evropskega načela lastništva zemljišč ni priznal, je politika nizozemskega West India Company od svojih kolonistov zahtevala nakup zemljišča, ki so ga naselili. Prvi je to storil Michiel Pauw, ki je leta 1630 ustanovil pokroviteljstvo z imenom Pavonia vzdolž Severne reke, ki je sčasoma postala Bergen. Z nakupom zemljišč ob reki Delaware Peter Minuit je ustanovil kolonijo Nova Švedska. Celotna regija je postala ozemlje Anglije 24. junija 1664, potem ko je angleška flota pod poveljstvom polkovnika Richarda Nicollsa vplula v današnje pristanišče New York in prevzela nadzor nad utrdbo Amsterdam in priključila celotno provinco.
Med angleško državljansko vojno je Channel Island Jersey ostal zvest Britanski kroni in kralju dal zatočišče. Karle II. Je bil s kraljevega trga v Saint Helierju leta 1649 razglašen za kralja po usmrtitvi njegovega očeta Charlesa I. Severnoameriške dežele je razdelil Charles II, ki je dal svojemu bratu, vojvodi York ( kasneje Kralj James II), regija med Novo Anglijo in Marylandom kot lastniška kolonija (v nasprotju s kraljevo kolonijo). James je nato podelil deželo med reko Hudson in reko Delaware (dežela, ki bo postala New Jersey) dvema prijateljem, ki sta ostala zvesta med angleško državljansko vojno: Sir George Carteret in Lord Berkeley iz Strattona. Območje je dobilo ime Provinca New Jersey.
Od ustanovitve države je za New Jersey značilna etnična in verska raznolikost. Kongresalci iz Nove Anglije so se naselili skupaj s škotskimi prezbiterijanci in nizozemskimi reformiranimi migranti. Medtem ko je večina prebivalcev živela v mestih s posameznimi posestmi 100 hektarjev (40 ha), je nekaj bogatih lastnikov imelo velika posestva. Angleški kvakerji in anglikanci so imeli v lasti velika zemljišča. Za razliko od kolonije Plymouth, Jamestown in drugih kolonij je New Jersey naselil sekundarni val priseljencev, ki so prišli iz drugih kolonij, namesto tistih, ki so migrirali neposredno iz Evrope. New Jersey je v celotni kolonialni dobi ostal kmetijski in podeželski, komercialno kmetovanje pa se je razvijalo občasno. Nekatera mesta, kot sta Burlington na reki Delaware in Perth Amboy, so se pojavila kot pomembna pristanišča za ladijski promet do New Yorka in Philadelphije. Plodne dežele kolonije in strpna verska politika so pritegnile več naseljencev, prebivalstvo New Jerseyja pa se je do leta 1775 povečalo na 120.000.
Naselje v prvih 10 letih angleške vladavine je potekalo ob reki Hackensack in Arthur Kill - naseljenci so prihajali predvsem iz New Yorka in Nove Anglije. 18. marca 1673 je Berkeley svojo polovico kolonije prodal kvekerjem v Angliji, ki so regijo Delaware Valley naselili kot kvekersko kolonijo. (William Penn je nekaj časa deloval kot skrbnik dežel.) New Jersey je bil zelo kratko urejen kot dve ločeni provinci, vzhodni in zahodni Jersey, 28 let med letoma 1674 in 1702, včasih del province New York ali gospostva Nova Anglija.
Leta 1702 sta se provinci združili pod kraljevskim guvernerjem in ne pod lastniškim. Edward Hyde, Lord Cornbury, je postal prvi guverner kolonije kot kraljevska kolonija. Britanija je verjela, da je bil neučinkovit in pokvarjen vladar, jemal podkupnine in špekuliral na kopnem. Leta 1708 so ga odpoklicali v Anglijo. Nato so New Jerseyju vladali guvernerji New Yorka, vendar je to razjezilo naseljence iz New Jerseyja, ki so guvernerjem New Yorka očitali favoriziranje. Sodnik Lewis Morris je vodil zadevo za ločenega guvernerja, kralj George II pa ga je leta 1738 imenoval za guvernerja.

### Čas med Ameriško vojno za neodvisnost
New Jersey je bila ena od trinajstih kolonij, ki so se v ameriški revoluciji uprle britanski oblasti. Ustava iz New Jerseyja iz leta 1776 je bila sprejeta 2. julija 1776, le dva dni preden je drugi kontinentalni kongres razglasil neodvisnost ZDA od Velike Britanije. Bil je akt provincialnega kongresa, ki se je uvrstil v državno zakonodajno telo. Da bi pomirili nevtralne, je določil, da bi postalo nično, če bi New Jersey dosegel spravo z Veliko Britanijo. Predstavniki New Jerseyja Richard Stockton, John Witherspoon, Francis Hopkinson, John Hart in Abraham Clark so bili med tistimi, ki so 4. julija 1776 podpisali izjavo o neodvisnosti ZDA.
Med ameriško revolucionarno vojno so britanska in ameriška vojska večkrat prečkale New Jersey in v državi se je odvijalo več ključnih bitk. Zaradi tega danes New Jersey pogosto imenujejo "križišče ameriške revolucije". [37] General George Washington v Morristownu je dvakrat tam ustanovil zimski prostor kontinentalne vojske, ki so ga poimenovali "Vojaška prestolnica ameriške revolucije."
V noči s 25. na 26. decembra 1776 je celinska vojska pod vodstvom Georgea Washingtona prečkala reko Delaware. Po prehodu je v bitki pri Trentonu presenetil in premagal hesijske čete. Nekaj več kot teden dni po zmagi pri Trentonu so ameriške sile do pomembne zmage prišle z ustavitvijo obtožb generala Cornwallisa v drugi bitki pri Trentonu. Z izogibanjem Cornwallisovi vojski je Washington presenetljivo napadel Princeton in tam uspešno premagal britanske sile 3. januarja 1777. Slika Emanuela Leutzeja Washington, ki prečka Delaware, je postala ikona revolucije.
Ameriške sile pod Washingtonom so se v bitki pri Monmouthu junija 1778 v neodločeni zasedbi srečale z silami generala Henryja Clintona. Washington je poskušal presenetiti britansko kolono; ko je britanska vojska poskušala obkrožiti Američane, so se Američani v neredu umaknili. Čini so bili kasneje reorganizirani in so zdržali britanske obtožbe.
Poleti 1783 se je kontinentalni kongres sestal v dvorani Nassau na univerzi Princeton, s čimer je Princeton za štiri mesece postal glavno mesto države. Tam je celinski kongres izvedel za podpis Pariške pogodbe (1783), ki je končala vojno.
18. decembra 1787 je New Jersey postal tretja država, ki je ratificirala ameriško ustavo, ki je bila v New Jerseyju izjemno priljubljena, saj je New Yorku in Pensilvaniji preprečila zaračunavanje carin na blago, uvoženo iz Evrope. 20. novembra 1789 je država postala prva v novoustanovljeni Uniji, ki je ratificirala Bill of Rights.
Ustava države New Jersey iz leta 1776 je dala glas "vsem prebivalcem", ki so imeli določeno stopnjo premoženja. Sem so spadale ženske in črnci, ne pa tudi poročene ženske, ker niso mogle imeti posesti ločeno od svojih mož. Obe strani sta na več volitvah trdili, da je druga stran imela nekvalificirane ženske, in se jim posmehovali, da uporabljajo "volilke iz spodnjih drsnikov", ne glede na to, ali imajo pravico voliti ali ne; po drugi strani pa sta obe strani sprejeli zakone o volilnih pravicah. Leta 1807 je zakonodajalec sprejel zakon, ki razlaga ustavo kot splošno volilno pravico belih moških, razen siromakov; ustava je bila sama po sebi akt zakonodajalca in ni bila zapisana kot sodobna ustava.

### 19. stoletje
15. februarja 1804 je New Jersey postal zadnja severna država, ki je odpravila novo suženjstvo in sprejela zakonodajo, ki je počasi opuščala obstoječe suženjstvo. To je privedlo do postopnega zmanjševanja populacije sužnjev. Ob koncu državljanske vojne je bilo približno ducat Afroameričanov v New Jerseyju še vedno ujetih. [40] Volivci iz New Jerseyja sprva niso hoteli ratificirati ustavnih sprememb, ki prepovedujejo suženjstvo in podeljujejo pravice temnopoltemu prebivalstvu ZDA.
Industrializacija se je pospešila v severnem delu države po zaključku Morrisovega kanala leta 1831. Kanal je dovoljeval dovoz premoga iz doline Lehigh iz vzhodne Pensilvanije v rastoče industrije severnega New Jerseyja v Paterson, Newark in Jersey City.
Leta 1844 je bila ratificirana in začela veljati druga državna ustava. Okraji so tako postali okrožja za državni senat in takoj je sledila nekakšna preureditev meja (vključno z ustanovitvijo okrožja Mercer). Ta določba je bila ohranjena v ustavi iz leta 1947, a jo je vrhovno sodišče ZDA leta 1962 razveljavilo z odločbo Baker proti Carru. Medtem ko je bilo guvernerstvo močnejše kot po ustavi iz leta 1776, je ustava iz leta 1844 ustvarila številne urade, ki niso bili odgovorni ne njemu ne ljudem, in mu je dala triletni mandat, vendar sam ni mogel uspeti.
New Jersey je bila ena redkih zveznih držav (ostali sta Delaware in Kentucky), ki je na državnih volitvah dvakrat izbrala kandidata, ki ni Abraham Lincoln, in sta se med svojimi kampanjami postavila na stran Stephena Douglasa (1860) in Georgea B. McClellana (1864). McClellan, domačin Philadelphian, je imel New Jerseyjeve vezi in je takrat formalno prebival v New Jerseyju; pozneje je postal guverner New Jerseyja (1878–81). (V New Jerseyju so frakcije demokratične stranke leta 1860 vodile učinkovito koalicijo.) Med ameriško državljansko vojno je državo najprej vodil republikanski guverner Charles Smith Olden, nato demokrat Joel Parker. Med vojno se je več kot 80.000 držav prijavilo v severno vojsko; v nasprotju s številnimi državami, tudi nekaterimi severnimi, tam ni potekala bitka.
V industrijski revoluciji so mesta, kot je Paterson, rasla in uspevala. Prej je bilo gospodarstvo pretežno agrarno, kar je bilo problematično zaradi propadanja pridelkov in slabe zemlje. To je povzročilo prehod na bolj industrializirano gospodarstvo, ki temelji na industrijskih izdelkih, kot sta tekstil in svila. Izumitelj Thomas Edison je prav tako postal pomemben lik industrijske revolucije, saj je dobil 1093 patentov, od katerih jih je veliko izumil med delom v New Jerseyju. Edisonovi objekti, najprej v Menlo Parku in nato v West Orangeu, veljajo za prva raziskovalna središča v ZDA. Christie Street v parku Menlo je bila prva prometnica na svetu, ki je imela električno razsvetljavo. Prevoz se je močno izboljšal, ko so v New Jersey uvedli lokomotive in parne čolne.
Rudarstvo železa je bilo tudi vodilna panoga v sredini do konca 19. stoletja. Barjanske železnice na jugu New Jersey Pinelands so bile med prvimi viri železa za novo državo. [41] Mine, kot je Mt. Hope, Mine Hill in Rockaway Valley Mines so ustvarili uspešno industrijo. Rudarstvo je spodbudilo nova mesta in je bilo eno od gonilnih sil potrebe po kanalu Morris. Tudi rudniki cinka so bili glavna industrija, zlasti rudnik Sterling Hill.

### 20. stoletje
New Jersey je uspeval skozi ropotajoča dvajseta (The Roaring Twenties ali 20s). Prvo tekmovanje za Miss Amerike je bilo leta 1921 v Atlantic Cityju, Hollandov predor, ki je Jersey City povezal z Manhattnom, je bil odprt leta 1927, prvi film o vožnji pa je bil prikazan leta 1933 v Camdnu. V času velike depresije v tridesetih letih dvajsetega stoletja je država brezposelnim prebivalcem ponudila dovoljenja za prosjačenje,  cepelin zračna ladja Hindenburg se je v plamenih strmoglavila nad Lakehurstom, grad SS Morro pa se je plaval v bližini parka Asbury, potem ko je na morju gorel.
V obeh svetovnih vojnah je bil New Jersey središče vojne proizvodnje, zlasti pomorske gradnje. Na dvoriščih Zvezne ladjedelniške in Drydock družbe v Kearnyju in Newarku ter na dvorišču New York Shipbuilding Corporation v Camdnu so izdelovali letala, bojne ladje, križarke in rušilce. New Jersey je izdelal 6,8 odstotka celotne vojaške oborožitve Združenih držav, proizvedene med drugo svetovno vojno, s petim mestom med 48 državami. Poleg tega so bili Fort Dix (1917) (prvotno imenovan "Camp Dix"), Camp Merritt (1917) in Camp Kilmer (1941) zgrajeni za bivanje in usposabljanje ameriških vojakov skozi obe svetovni vojni. . New Jersey je postal tudi glavno obrambno mesto v hladni vojni. Štirinajst raketnih postaj Nike je bilo zgrajenih za obrambo mest New York City in Philadelphia. PT-109, motorni torpedni čoln, ki mu je med drugo svetovno vojno poveljeval poročnik John F. Kennedy, je bil zgrajen v čolnarni Elco v Bayonnu. Letalonosilka USS Enterprise (CV-6) je bila v petdesetih letih na kratko pristana na vojaškem oceanskem terminalu v Bayonneju, preden so jo poslali v Kearney na razrez. [48] Leta 1962 je bila v Camdnu izkrcana prva tovorna ladja z jedrskim pogonom NS Savannah.
Leta 1951 se je odprla avtocesta New Jersey Turnpike, ki je omogočala hitro potovanje z avtomobilom in tovornjakom med Severnim Jerseyem (in metropolitanskim New Yorkom) in Južnim Jerseyem (ter metropolitansko Filadelfijo).
Leta 1959 je poveljstvo zračne obrambe napotilo raketo zemlja-zrak CIM-10 Bomarc v zračno bazo McGuire. 7. junija 1960 je eksplozija v rezervoarju za raketno gorivo CIM-10 Bomarc povzročila nesrečo in posledično kontaminacijo plutonija.
V šestdesetih letih dvajsetega stoletja (1960s) so v številnih industrijskih mestih Severnega Jerseyja izbruhnili dirke. Prvi nemiri na dirkah v New Jerseyju so se zgodili v Jersey Cityju 2. avgusta 1964. Leta 1967 je prišlo do številnih drugih, v Newarku in Plainfieldu. Drugi nemiri so sledili atentatu na Martina Lutherja Kinga mlajšega aprila 1968, tako kot v preostali državi. Leta 1971 se je v Camdenu zgodil nemir.
Zaradi odredbe vrhovnega sodišča v New Jerseyju o pravičnem financiranju šol je zakonodajalec v New Jerseyju leta 1976 sprejel račun o dohodnini. Pred tem predlogom zakona država ni imela dohodnine.

### 21. stoletje
V začetku 2000-ih sta bila odprta dva lahka železniška sistema: lahka železnica Hudson – Bergen v okrožju Hudson in rečna črta med Camdenom in Trentonom. Namen teh projektov je bil spodbuditi tranzitno usmerjen razvoj v Severnem Jerseyju in Južnem Jerseyju. Zlasti HBLR je bil zaslužen za oživitev okrožja Hudson in zlasti Jersey City. Revitalizacija mest se je v Severnem Jerseyju nadaljevala v 21. stoletju. Od leta 2014 je bilo po številu prebivalcev Jersey Cityja 262.146 prebivalcev, največje povečanje števila prebivalcev v kateri koli občini v New Jerseyju po letu 2010 [56] pa je bilo 5,9-odstotno povečanje glede na popis prebivalstva ZDA leta 2010, ko je prebivalstvo mesta je bil naštet na 247.597.  Med letoma 2000 in 2010 je Newark prvič povečal število prebivalstva po petdesetih letih dvajsetega stoletja.

## Geografija
New Jersey na severu in severovzhodu meji na New York (njegovi deli so čez reko Hudson, zgornji New York Bay, Kill Van Kull, Newark Bay in Arthur Kill); na vzhodu ob Atlantskem oceanu; na jugozahodu Delaware čez zaliv Delaware; in na zahodu s Pensilvanijo čez reko Delaware. To je edina ravna meja New Jerseyja.
New Jersey je pogosto splošno razdeljen na tri geografske regije: Severni Jersey, Centralni Jersey (glej N.Jersey districts) in Južni Jersey. Nekateri prebivalci New Jerseyja Centralnega Jerseyja sami po sebi nimajo za regijo, drugi pa menijo, da gre za ločeno geografsko in kulturno območje od severa in juga.
Znotraj teh regij je pet ločenih območij, ki temeljijo na naravni geografiji in koncentraciji prebivalstva. Severovzhodni New Jersey leži najbližje Manhattnu v New Yorku in do milijona prebivalcev se dnevno vozi v mesto zaradi službe, pogosto z javnim prevozom. [61] Severozahodni New Jersey je bolj gozdnat, podeželski in gorati. Obala Jerseyja vzdolž atlantske obale v osrednjem in južnem Jerseyju ima svoje edinstvene naravne, bivalne in kulturne značilnosti zaradi lege ob morju. Dolina Delaware vključuje jugozahodne okrožja države, ki prebivajo v metropolitanskem območju Philadelphia. Regija Pine Barrens je v južni notranjosti New Jerseyja. Precej obsežno mešan z borovim in hrastovim gozdom ima veliko nižjo gostoto prebivalstva kot večina preostale države.
Zvezni urad za upravljanje in proračun deli okrožja New Jersey na sedem metropolitanskih statističnih območij, 16 okrožij pa je vključenih bodisi v podzemna območja New York City ali Philadelphia. Štiri okrožja imajo neodvisna podzemna območja, okrožje Warren pa je del podzemnega območja Lehigh Valley s sedežem v Pensilvaniji. New Jersey je tudi v središču severovzhodnega megalopolisa (Northeast Megalopolis, glej tudi Megalopolis).
High Point, v okrožju Montague, okrožje Sussex, je najvišja nadmorska višina države s 550 m nadmorske višine. Najpomembnejša država je Gora Kitty Ann v okrožju Morris, ki se dviga 892 metrov. Palisade so vrsta strmih pečin na zahodni strani reke Hudson v okrožjih Bergen in Hudson. Med glavne reke New Jerseyja spadajo reke Hudson, Delaware, Raritan, Passaic, Hackensack, Rahway, Musconetcong, Mullica, Rancocas, Manasquan, Maurice in Toms. Zaradi geografije polotoka New Jerseyja sta sončni vzhod in zahod vidna nad vodo z različnih točk na obali Jerseyja.

### Izrazite geografske značilnosti
- Delaware Water Gap
- Great Bay
- Great Swamp National Wildlife Refuge
- Highlands
- Hudson Palisades
- Jersey Shore
- Meadowlands
- Pine Barrens
- Ramapo Mountain
- South Mountain

### Podnebje
V državi obstajata dva podnebna pogoja. Južni, osrednji in severovzhodni del države imajo vlažno subtropsko podnebje, medtem ko ima severozahod vlažno celinsko podnebje (mikrotermalno) z veliko hladnejšimi temperaturami zaradi višjih nadmorskih višin. New Jersey letno prejme od 2.400 do 2.800 sončnih ur.
Podnebne spremembe vplivajo na New Jersey hitreje kot večina preostalih držav ZDA. Od leta 2019 je bil New Jersey ena najhitreje segrevanih držav v državi. Od leta 1895 so se povprečne temperature povzpele za skoraj 3,6 stopinje Fahrenheita, kar je dvakrat več kot v drugih spodnjih 48 zveznih državah.
Poletja so običajno vroča in vlažna, povprečne visoke temperature v celotni državi so od 28 do 31 °C in najnižje od 16 do 21 °C; vendar pa temperature povprečno 25 dni vsako poletje presežejo 32 °C (32 °C), v nekaterih letih pa več kot 38 °C. Zime so običajno hladne, s povprečno visokimi temperaturami od 1 do 6 °C in najnižjimi od 16 do -9 do -2 °C) za večino države, lahko pa temperature, kratka obdobja padejo pod -12 °C in se včasih dvignejo nad 10 °C. Severozahodni deli države imajo znatno hladnejše zime, pri čemer je -18 °C skoraj vsako leto. Spomladi in jeseni so značilne velike temperaturne razlike, z nižjo vlažnostjo kot poleti. Klasifikacija USDA rastlinske trdnosti se giblje od 6 na severozahodu države do 7B v bližini Cape May. [64] Temperaturni ekstremi, zabeleženi v New Jerseyju, vključujejo 43 °C 10. julija 1936 v Runyonu v okrožju Middlesex in -37 °C 5. januarja 1904 v River Valeu. Okrožje Bergen.
Povprečne letne padavine se gibljejo med 1100 in 1300 mm, enakomerno razporejene skozi vse leto. Povprečno sneženje v zimski sezoni se giblje med 25–38 cm na jugu in v bližini morske obale, 15–30 palcev (38–76 cm) na severovzhodu in v osrednjem delu države do približno 40–50 1,0–1,3 m) na severozahodnem visokogorju, vendar se to pogosto iz leta v leto precej razlikuje. Padavine v povprečju padejo 120 dni na leto, od 25 do 30 neviht, ki se večinoma pojavijo poleti.
Pozimi in zgodaj spomladi lahko New Jersey doživi "vzhodnike", ki lahko povzročijo snežne meteže ali poplave po vsej severovzhodni ZDA. Orkani in tropske nevihte (kot je tropska nevihta Floyd leta 1999 [66]), tornadi in potresi so redki, čeprav je orkan leta 1903 prizadel New Jersey in orkan Sandy 29. oktobra 2012, ko je nevihta pristala v zvezno državo z največjimi vetrovi 145 km / h.

## Demografija

### Prebivalstvo
Urad Združenih držav za popis prebivalstva (US Census Bureau) ocenjuje, da je bilo prebivalstvo New Jerseyja 1. julija 2019 8.882.190, kar je 1,03-odstotno povečanje od popisa prebivalstva ZDA leta 2010 [5]. Prebivalce New Jerseyja najpogosteje imenujejo "New Jerseyans" ali, redkeje, "New Jerseyites". Po popisu prebivalstva leta 2010 je v državi živelo 8.791.894 ljudi. Rasna sestava države je bila:
- 68.6% Belih Američanov
- 13.7% Afriških Američanov (African Americans)
- 8.3% Azijskih Američanov
- 0.3% Indijancev (Native Americans)
- 2.7% Večrasnih Američanov
- 6.4% drugih ras

17,7% prebivalstva je bilo latinskoameriškega porekla (katere koli rase). V letu 2011 je bilo nehispanskih belcev 58,9% prebivalstva, manj kot 85% leta 1970 .
Leta 2010 so nepooblaščeni priseljenci predstavljali 6,2% prebivalstva. To je bil četrti najvišji odstotek katere koli države v državi. V državi je bilo leta 2010 ocenjenih 550.000 nezakonitih priseljencev. Med občinami, ki veljajo za svetišča, so Camden, Jersey City in Newark.
Od leta 2010 je bil New Jersey enajsta najbolj naseljena država v ZDA in najbolj gosto naseljena s 1.185 prebivalci na kvadratni kilometer (458 na km2), pri čemer je večina prebivalstva prebivala v okrožjih okoli New Yorka, Philadelphia in vzdolž vzhodne obale Jerseyja, medtem ko sta skrajni južni in severozahodni okrožji na splošno razmeroma manj gosti. Po podatkih ameriškega urada za popis prebivalstva je tudi druga najbogatejša država (GDP per Capita, sl. BDP na prebivalca).
Središče prebivalstva New Jerseyja se nahaja v okrožju Middlesex v mestu Milltown, vzhodno od New Jersey Turnpike.
V New Jerseyju živi več znanstvenikov in inženirjev na kvadratni kilometer kot kjer koli drugje na svetu.
21. oktobra 2013 so se v New Jerseyju "začeli" istospolne poroke (legalizacije je bila že prej, takrat je bila prva poroka).
New Jersey je ena najbolj etnično in versko raznolikih zveznih držav v ZDA. Od leta 2011 je 56,4% otrok v New Jerseyu, mlajših od enega leta, pripadal rasnim ali etničnim manjšinam, kar pomeni, da so imeli vsaj enega od staršev, ki ni bil Hispanec (hispansko poreklo).  Država ima drugo največje judovsko prebivalstvo po odstotkih (za New Yorkom),  drugo največje muslimansko prebivalstvo po odstotkih (za Michiganom); največje prebivalstvo Perujcev v ZDA; največje prebivalstvo Kubancev zunaj Floride; tretja najvišja azijska populacija v odstotkih; in drugo najvišje italijansko prebivalstvo po popisu iz leta 2000. Številni so tudi Afroameričani, Latinoameričani (Portoričani in Dominikanci,), Zahodni Indijci (W.N.A.), Arabci ter brazilski in portugalski Američani. New Jersey ima tretje najvišje število azijskih indijskih prebivalcev v kateri koli državi po absolutnih številkah in najvišji po odstotkih, v okrožju Bergen pa živi največja ameriška skupnost malajalov. Na splošno ima New Jersey tretje največje korejsko prebivalstvo, v okrožju Bergen pa živi največ korejske koncentracije na prebivalca v kateri koli ameriški okrožji [88] (6,9% leta 2011). New Jersey ima tudi četrto največje filipinsko prebivalstvo in četrto največje kitajsko prebivalstvo po popisu prebivalstva v ZDA leta 2010. Pet največjih etničnih skupin v letu 2000 je bilo: italijanska (17,9%), irska (15,9%), afriška (13,6%), nemška (12,6%), poljska (6,9%).
Na India Square v Bombayu, Jersey City, okrožje Hudson, [89] je dom največje koncentracije azijskih Indijancev na zahodni polobli. [90] Medtem je osrednji New Jersey, zlasti Edison in okrožje Middlesex County, vidno znan po pomembni koncentraciji azijskih Indijancev. Največji hindujski tempelj na svetu je bil leta Robbinsville slovesno odprt, tempelj BAPS (Bochasanwasi Akshar Purushottam Swaminarayan Sanstha). Naraščajoča Little India je trgovski trak, osredotočen na južne Azije, v okrožju Middlesex, ameriškem okrožju z največjo koncentracijo azijskih Indijcev. Trak Oak Tree Road teče približno kilometer in pol čez Edison in sosednjo Iselinovo v mestecu Woodbridge, blizu razprostranjene kitajske četrti in Koreatowna, ki poteka vzdolž poti New Jersey 27. Je največje in najrazličnejše južnoazijsko kulturno središče v ZDA.  Carteretova skupnost pandžabskih sikov, po ocenah več kot 3000, je največja koncentracija sikhov v državi. [98] Občina Monroe v okrožju Middlesex je posebno indijskoameriško prebivalstvo doživela še posebej hitro stopnjo rasti, saj je od leta 2017 po ocenah 5.943 (13,6%) [99], kar je 23-krat od 256 (0,9%), štetih od popisa leta 2000; in Diwali v občini praznujejo kot hindujski praznik. V okrožju Middlesex so volilni lističi natisnjeni v angleščini, španščini, gudžarati, hindi in pandžabiji.
Newark je bil leta 2008 četrto najrevnejše mesto v ZDA z več kot 250.000 prebivalci, vendar je imel New Jersey kot celota drugi najvišji povprečni dohodek gospodinjstva od leta 2014. To je predvsem zato, ker toliko New Jerseyja sestavljajo predmestja, ki so večinoma bogata, New Yorka in Philadelphije. New Jersey je tudi najgosteje naseljena država in edina država, ki je imela vsaka od svojih okrožij "urbana", kot je opredeljeno v kombiniranem statističnem območju urada za popis prebivalstva.
Leta 2010 je bilo prijavljenih 6,2% prebivalstva, mlajšega od 5 let, 23,5% do 18 let in 13,5% starih 65 let ali več; in ženske so predstavljale približno 51,3% prebivalstva.
Študija raziskovalnega centra Pew je pokazala, da je bil leta 2013 New Jersey edina ameriška država, v kateri so priseljenci, rojeni v Indiji, predstavljali največje državljanstvo, rojeno v tujini, in predstavljali približno 10% vseh tujcev rojenih prebivalcev države.

### Podatki o rojstvih
Od leta 2011 je bilo 56,4% prebivalstva New Jerseyja, mlajšega od 1 leta, manjšin (kar pomeni, da so imeli vsaj enega od staršev, ki ni bil ne-Hispanci).

### Jeziki
Od leta 2010 je 71,31% (5.830.812) prebivalcev New Jerseyja, starih 5 let in več, govorilo angleško doma kot primarni jezik, medtem ko je 14,59% (1.193.261) govorilo špansko, 1,23% (100.217) kitajsko (vključno s kantonščino in mandarinščino), 1,06 % (86.849) italijanščine, 1,06% (86.486) portugalščine, 0,96% (78.627) tagaloga in korejščine je kot glavni jezik govorilo 0,89% (73.057) prebivalstva, starejšega od pet let. Skupno je 28,69% (2.345.644) prebivalcev New Jerseyja, starih 5 let in več, govorilo materni jezik, ki ni angleščina.

### Religija
Po številu pripadnikov so bile po podatkih Združenja verskih arhivov leta 2010 največje poimenovanja v New Jerseyju Rimskokatoliška cerkev s 3.235.290; Islam s 160.666; in Združena metodistična cerkev s 138.052. Največji hindujski tempelj na svetu je bil leta 2014 slovesno odprt v Robbinsvilleu v okrožju Mercer v osrednjem New Jerseyju, templju BAPS. Januarja 2018 je Gurbir Grewal postal prvi ameriški državni tožilec Sikh v ZDA. Januarja 2019 je Sadaf Jaffer postala prva ženska muslimanska ameriška županja, prva ženska župana Južne Azije in prva pakistansko-ameriška županja v Združenih državah Amerike, Montgomery v okrožju Somerset.

### Naselja
1. Bergen County: 936,692
2. Middlesex County: 829,685
3. Essex County: 799,767
4. Hudson County: 676,061
5. Monmouth County: 621,354
6. Ocean County: 601,651
7. Union County: 558,067
8. Camden County: 507,078
9. Passaic County: 503,310
10. Morris County: 494,228
11. Burlington County: 445,384
12. Mercer County: 369,811
13. Somerset County: 331,164
14. Gloucester County: 291,408
15. Atlantic County: 265,429
16. Cumberland County: 150,972
17. Sussex County: 140,799
18. Hunterdon County: 124,714
19. Warren County: 105,779
20. Cape May County: 92,560
21. Salem County: 62,607

Glede na celotno prebivalstvo in gostoto prebivalstva, ki je vodilno v državi, ima New Jersey relativno malo klasičnih velikih mest. Ta paradoks je najbolj izrazit v okrožju Bergen, najbolj naseljenem okrožju New Jerseyja, katerega več kot 930.000 prebivalcev je leta 2019 naselilo 70 občin, med katerimi je bilo najbolj naseljeno Hackensack, leta 2018 pa je bilo ocenjenih 44.522 prebivalcev. Številna urbana območja segajo daleč preko meja ene same države. veliko mesto, saj so mesta New Jersey (in dejansko občine na splošno) geografsko majhna; tri od štirih največjih mest v New Jerseyju po številu prebivalcev imajo manj kot 52 km2 zemljišča, osem od prvih desetih, vključno z vsemi petimi, pa površino manj kot 30 km2 (78 km2). Po popisu prebivalstva v ZDA leta 2010 je imelo prebivalstvo le štiri občine več kot 100.000, čeprav sta se Edison in Woodbridge zelo približala.

## Gospodarstvo
Ameriški urad za ekonomske analize ocenjuje, da je bruto državni proizvod New Jerseyja v četrtem četrtletju 2018 znašal 639,8 milijarde USD.  Ocenjeno breme davkoplačevalcev v New Jerseyju je leta 2015 znašalo 59.400 USD na davčnega zavezanca. New Jersey ima skoraj 239 milijard dolarjev dolga.

### Bogastvo
Bruto državni proizvod na prebivalca v New Jerseyju je leta 2008 znašal 54.699 USD, drugi v ZDA in nad nacionalnim bruto proizvodom na prebivalca v višini 46.588 USD. Njen dohodek na prebivalca je bil tretji najvišji v državi z 51.358 ameriškimi dolarji. Leta 2020 je imel New Jersey največ milijonarjev na prebivalca v ZDA, približno 9,76% gospodinjstev. Država je po številu krajev z dohodki na prebivalca nad državnim povprečjem s 76,4% na drugem mestu v državi. Devet okrožij New Jerseyja je med 100 najbogatejšimi okrožji ZDA.

#### Fiskalna politika
New Jersey ima sedem davčnih razredov, ki določajo stopnje davka na dohodek države, ki se gibljejo od 1,4% (za dohodek pod 20.000 USD) do 8,97% (za dohodek nad 500.000 USD).
USD (United States Dollar - ameriški dolar).
Standardna stopnja davka od prodaje od 1. januarja 2018 znaša 6,625% in velja za vso prodajo na drobno, razen če zakon izrecno izjema. Ta stopnja, ki je primerljivo nižja od stopnje v New Yorku, pogosto privabi številne kupce iz New Yorka, pogosto v predmestje Paramus v državi New Jersey, ki ima pet nakupovalnih središč, od katerih ima ena (Garden State Plaza) več kot dva milijona kvadratnih metrov. metrov prodajnega prostora. Davčne oprostitve vključujejo večino živil za pripravo na domu, zdravila, večino oblačil, obutve in papirnatih izdelkov za enkratno uporabo za uporabo doma. Po vsej državi je 27 mestnih območij, vključno z oddelki Paterson, Elizabeth in Jersey City. Poleg drugih ugodnosti za spodbujanje zaposlovanja znotraj območja lahko kupci izkoristijo znižano stopnjo davka od prodaje 3,3125% (polovica stopnje, ki se zaračuna po vsej državi) pri upravičenih trgovcih.
New Jersey ima najvišjo kumulativno davčno stopnjo med vsemi 50 državami, prebivalci pa letno plačujejo 68 milijard ameriških dolarjev državnih in lokalnih davkov s 7.816 ameriškimi dolarji na prebivalca po stopnji 12,9% dohodka. Vse nepremičnine, ki se nahajajo v državi, so obdavčene z davkom na nepremičnine, razen če to izrecno ni izvzeto z zakonom. New Jersey ne odmeri neopredmetenega davka na osebno premoženje, uvede pa davek na dediščino.

### Razlika med zveznimi davki
New Jersey se dosledno uvršča med najvišje sorazmerne stopnje neskladnosti katere koli države v ZDA glede na to, kaj prejme od zvezne vlade glede na to, kar daje. Leta 2015 je WalletHub New Jersey uvrstil med države, ki so na splošno najmanj odvisne od pomoči zvezne vlade in imajo četrto najnižjo donosnost naložb davkoplačevalcev od zvezne vlade, in sicer 48 centov na dolar.
New Jersey ima eno najvišjih davčnih obremenitev v državi. Dejavniki za to so velika zvezna davčna obveznost, ki ni prilagojena višjim življenjskim stroškom New Jerseyja in formulam financiranja Medicaid.

### Industrija
Gospodarstvo New Jerseyja je večplastno, vendar je osredotočeno na farmacevtsko industrijo, biotehnologijo, informacijsko tehnologijo (IKT), finančno industrijo, kemični razvoj, telekomunikacije, predelavo hrane, električno opremo, tiskanje, založništvo in turizem. Kmetijski proizvodi New Jerseyja so drevesnice, konji, zelenjava, sadje in oreški, morski sadeži in mlečni izdelki. New Jersey je na drugem mestu med državami po pridelavi borovnic, tretji po brusnicah in špinači ter četrti po vrsti paprike, breskev in glavne solate. [146] Država nabira četrto največje število hektarjev, zasajenih s šparglji. [147]
Čeprav je v New Jerseyju veliko energetsko intenzivnih industrij, njegova poraba energije znaša le 2,7% celotne ZDA, emisije ogljikovega dioksida pa 0,8% celotne ZDA. Njegove razmeroma nizke emisije toplogrednih plinov lahko pripišemo uporabi jedrske energije v državi. Po podatkih Uprave za energetske informacije jedrska energija prevladuje na trgu električne energije v New Jerseyju, ki običajno oskrbuje z več kot polovico državne proizvodnje. New Jersey ima tri jedrske elektrarne, vključno z jedrsko elektrarno Oyster Creek, ki je začela delovati leta 1969 in je najstarejša delujoča jedrska elektrarna v državi.
New Jersey ima močno znanstveno gospodarstvo in je dom večjih farmacevtskih in telekomunikacijskih podjetij, ki temeljijo na velikem in dobro izobraženem delovnem svetu države. Močno je tudi storitveno gospodarstvo pri prodaji na drobno, izobraževanju in nepremičninah, ki služi prebivalcem, ki delajo v New Yorku ali Filadelfiji.
Ladijski promet je ključna panoga v New Jerseyju zaradi strateške geografske lege države, pristanišča New York in New Jersey pa sta najbolj obremenjeni pristanišči na vzhodni obali. Pomorski terminal Port Newark-Elizabeth je bil prvo kontejnersko pristanišče na svetu in danes eno največjih na svetu.
New Jersey gosti več poslovnih sedežev, vključno s štiriindvajsetimi podjetji Fortune 500. Paramus v okrožju Bergen je postal največja maloprodajna poštna številka (07652) v Združenih državah Amerike, občina pa je ustvarila več kot 6 milijard ameriških dolarjev letne maloprodaje. [150] Nekaj okrožij New Jerseyja, med njimi Somerset (7), Morris (10), Hunterdon (13), Bergen (21) in Monmouth (42), je uvrščenih med okrožja z najvišjimi dohodki v ZDA.

#### Turizem
Lokacija New Jerseyja v središču severovzhodnega megalopolisa in njegov obsežen prometni sistem sta čez noč po kopnem pripeljala čez tretjino vseh prebivalcev ZDA in številnih kanadskih prebivalcev. Ta dostopnost do dohodka potrošnikov je obmorskim letoviščem, kot sta Atlantic City in preostali del Jersey Shore ter druge naravne in kulturne znamenitosti države, bistveno prispevala k rekordnih 111 milijonov turističnih obiskov New Jerseyja v letu 2018, kar zagotavlja ZDA 44,7 milijarde ameriških dolarjev prihodkov od turizma, ki neposredno podpirajo 333 860 delovnih mest, vzdržujejo več kot 531 000 delovnih mest na splošno, vključno z zunanjimi vplivi, in ustvarijo 5 milijard ameriških dolarjev državnih in lokalnih davčnih prihodkov

#### Igre na srečo
Leta 1976 je referendum volivcev iz New Jerseyja odobril igre na srečo v igralnicah v Atlantic Cityju, kjer je bila prva legalizirana igralnica odprta leta 1978. [152] Takrat je bil Las Vegas edino drugo igralniško središče v državi. [153] Danes je več igralnic vzdolž Atlantic City Boardwalk, [navedba potrebna] prva in najdaljša promenada na svetu. [Navedba potrebna] Atlantic City je po letu 2010 doživel dramatično krčenje svojega položaja kot igralniške destinacije, vključno z zaprtjem več igralnic od leta 2014, ki ga spodbuja konkurenca zaradi pojava legaliziranih iger na srečo v drugih zveznih državah ZDA. 26. februarja 2013 je guverner Chris Christie podpisal spletne igre na srečo. Športne stave postajajo vse večji vir prihodkov od iger na srečo v New Jerseyju, odkar jih je vrhovno sodišče ZDA 14. maja 2018 legaliziralo po vsej državi.

### Naravni viri
Gozdovi pokrivajo 45% oz. Približno 2,1 milijona hektarjev površine New Jerseyja. Glavno drevo severnih gozdov je hrast. Pine Barrens, sestavljen iz borovih gozdov, je v južnem delu države.
Na območju znotraj in okoli Franklinove peči še vedno poteka nekaj rudarskih dejavnosti cinka, železa in mangana.
New Jersey je na drugem mestu v državi po instalacijah za sončno energijo, kar omogoča ena najugodnejših politik neto merjenja v državi in program certifikatov o obnovljivih virih energije. Država ima več kot 10.000 sončnih naprav.

## Izobraževanje
Leta 2010 je bilo v državi 605 šolskih okrožij.
Minister za šolstvo Rick Rosenberg, ki ga je imenoval guverner Jon Corzine, je ustanovil Pobudo za napredovanje v izobraževanju (EAI), da bi srednješolcem New Jerseyja povečali stopnjo vpisa za 10%, zmanjšali stopnjo osipa za 15% in povečali denar, namenjen šole za 10%. Rosenberg je ta načrt umaknil, ko so mu očitali, da je financiral to pobudo denar iz zdravstva. Leta 2010 je državna vlada plačala vse premije učiteljev za zdravstveno zavarovanje, vendar trenutno vsi javni učitelji v zvezni državi New Jersey plačajo del svojih premij za zdravstveno zavarovanje. Leta 2015 je New Jersey na vsakega učenca javne šole zapravil več kot katera koli druga ameriška zvezna država, razen New Yorka, Aljaske in Connecticuta, in znaša 18 235 ameriških dolarjev na učenca. Več kot 50% izdatkov je bilo namenjenih za poučevanje študentov. Po statističnih podatkih Newsweeka iz leta 2011 so dijaki srednješolske srednje šole v Lincroftu, okrožju Monmouth in akademiji Bergen County v Hackensacku, okrožje Bergen, registrirali povprečne ocene SAT 2145 oziroma 2100, kar predstavlja drugo in tretjo najvišjo oceno, vseh naštetih ameriških srednjih šol. Univerza Princeton v Princetonu, okrožje Mercer, ena najpomembnejših svetovnih raziskovalnih univerz, je pogosto postavljena na vrh različnih državnih in svetovnih univerzitetnih lestvic ali blizu nje, na vrhu seznama ameriških novic in svetovnega poročila za leto 2020. Leta 2013 je univerza Rutgers s sedežem v New Brunswicku v okrožju Middlesex kot vodilna visokošolska ustanova v New Jerseyju ponovno pridobila medicinske in zobozdravstvene šole, ki je povečala svoj profil tudi kot nacionalna raziskovalna univerza. Leta 2014 je šolski sistem New Jerseyja na vrhu vseh petdesetih ameriških zveznih držav uvrstila finančna spletna stran Wallethub.com. Leta 2018 je bil splošni izobraževalni sistem New Jerseyja po ocenah ZDA News & World Report na drugem mestu med državami v Massachusettsu. Tako v letih 2019 kot v letu 2020 je Teden izobraževanja tudi državne šole v New Jerseyju uvrstil med najboljše od vseh zveznih držav ZDA. Devet srednjih šol v New Jerseyju je bilo uvrščenih med 25 najboljših v ZDA na Newsweekovem seznamu "America's Top High Schools 2016", bolj kot v kateri koli drugi državi. Projekt UCLA za državljanske pravice iz leta 2017 je ugotovil, da ima New Jersey šesto najbolj ločenih učilnic v ZDA.

## Kultura

### Splošno
New Jersey je še naprej igral vidno vlogo kot ameriška kulturna povezava. Kot vsaka država ima tudi New Jersey svojo kuhinjo, verske skupnosti, muzeje in dvorane slavnih.
New Jersey je rojstno mesto sodobnih izumov, kot so: FM radio, filmična kamera, litijeva baterija, žarnica, tranzistorji in električni vlak. Druge kreacije v New Jerseyju vključujejo: film o gojenju, gojene borovnice, brusnično omako, razglednico, sprehajališče, zadrgo, fonograf, slano taffy, dirižable, lubenico brez semen, prva uporaba podmornice v vojni in kornet sladoleda. [
Diners so ikonični za New Jersey. Država je dom številnih proizvajalcev restavracij in ima več kot 600 restavracij, več kot kjer koli drugje na svetu.
New Jersey je edina država brez državne pesmi. I'm From New Jersey je na številnih spletnih mestih napačno naveden kot državna pesem New Jerseyja, vendar niti ni bil kandidat, ko je leta 1996 umetniški svet New Jerseyja svoje predloge predložil zakonodajni vladi New Jersey.
New Jersey je pogosto tarča šal v ameriški kulturi,  zlasti v newyorških televizijskih oddajah, kot je Saturday Night Live. Akademik Michael Aaron Rockland to pripisuje stališču Newyorčanov, da je New Jersey začetek Srednje Amerike. Kot razlog je naveden tudi New Jersey Turnpike, ki poteka med dvema glavnima mestoma vzhodne obale, New Yorkom in Philadelphiojo, saj lahko ljudje, ki prečkajo državo, vidijo samo njene industrijske cone. Resničnostne televizijske oddaje, kot sta Jersey Shore in The Real Housewives of New Jersey, so okrepile stereotipne poglede na kulturo New Jerseyja, toda Rockland je The Sopranos in glasbo Brucea Springsteena navedel kot pozitivnejšo podobo.

### Kuhinja
New Jersey je znan po številnih živilih, razvitih v regiji, vključno s Taylor Hamom (znan tudi kot svinjski zvitek), sirovimi zrezki in ostanki. Več držav s precejšnjim italijansko-ameriškim prebivalstvom je zaslužno za razvoj podmorskih sendvičev, vključno z New Jerseyem.

### Glasba
New Jersey je že dolgo pomemben izvor tako za rock kot za rap glasbo.

#### V stripih in video igrah
- izmišljeni Gotham City, dom Batmana, je v DC Comics in DC Extended Universe upodobljen, kot da se nahaja v New Jerseyju.
- Lost and Damned (2009), The Ballad of Gay Tony in Max Payne 3 (2012) se odvijajo v New Jerseyju.
- Serija Grand Theft Auto je večkrat parodirala na državo, saj sta "New Guernsey" in "Alderney City" prikazana kot lokacije v igrah serije.

## Šport
Trenutno ima New Jersey šest ekip iz glavnih profesionalnih športnih lig, ki igrajo v zvezni državi, čeprav se ena nogometna ekipa Major League in dve ekipi državne nogometne lige opredeljujeta, da prihajata iz metropolitanskega območja New Yorka.

### Profesionalni šport
Nacionalna hokejska liga New Jersey Devils s sedežem v Newarku v Prudential Center je edina franšiza za velike športe, ki nosi ime države. Ekipa, ki je bila ustanovljena leta 1974 v Kansas Cityju v Missouriju kot skavti v Kansas Cityju, je igrala v Denverju v Koloradu kot Kolorado Rockies od leta 1976 do pomladi 1982, ko je kupil pomorski arhitekt, poslovnež in domačin Jersey Cityja John J. McMullen, preimenoval in franšizo preselil v Brendan Byrne Arena v športnem kompleksu Meadowlands East Rutherford.
Medtem ko je ekipa večinoma izgubljala rekorde v Kansas Cityju v Denverju in prva leta v New Jerseyju, so se hudiči začeli izboljševati v poznih osemdesetih in zgodnjih devetdesetih pod predsednikom in generalnim direktorjem Hall of Fame Louom Lamoriellom. Ekipa se je v letih 2001 in 2012 uvrstila v končnico Stanleyjevega pokala, zmagala pa je v letih 1995, 2000 in 2003. Organizacija je najmlajša od devetih moštvenih lig v metropolitanskem območju New Yorka. Hudiči so v severnem in osrednjem delu države ustanovili naslednike, ki so si ustvarili prostor na medijskem trgu, v katerem so nekoč prevladovali New York Rangers in Islanders. Leta 2018 so Philadelphia Flyers prenovili in razširili svoj objekt za usposabljanje, drsalno cono Virtua Center Flyers, v mestecu Voorhees v južnem delu države.
Dve ekipi državne nogometne lige New York Metropolitan Area, New York Giants in New York Jets, igrata na stadionu MetLife v športnem kompleksu Meadowlands East Rutherford.  Zgrajeno je za približno 1,6 milijarde USD , prizorišče je najdražji stadion, ki so ga kdajkoli zgradili. 2. februarja 2014 je stadion MetLife gostil Super Bowl XLVIII. New York Red Bulls Major League Soccer igrajo v Red Bull Areni, nogometnem stadionu v Harrisonu čez reko Passaic od centra Newarka. 27. julija 2011 je Red Bull Arena gostila igro MLS All-Star 2011. Od leta 1977 do 2012 je New Jersey imel ekipo Nacionalne košarkarske zveze, New Jersey Nets. WNBA-jev New York Liberty je v New Jerseyju igral med letoma 2011 in 2013, medtem ko je bila njihova glavna dvorana Madison Square Garden v prenovi. Leta 2016 so Philadelphia 76ers iz NBA v Camdnu odprli svoj novi sedež in vadbeni objekt, Philadelphia 76ers Training Complex.
Športni kompleks Meadowlands je dom dirkališča Meadowlands, ene od treh glavnih dirkališč v državi. Dirkališče Meadowlands Racetrack in Freehold Raceway v Freeholdu sta dve glavni dirkališči v Severni Ameriki. Dirkališče Monmouth Park v Oceanportu je priljubljeno mesto za čistokrvne dirke v New Jerseyju in severovzhodu. Leta 2007 je gostil Pokal rejcev, v pripravi pa je bil obnovljen tudi njegov teren.

## Mediji
Tehnologijo filmov je razvil Thomas Edison, pri čemer je veliko svojega zgodnjega dela opravil v svojem laboratoriju West Orange. Edisonova Črna Marija je bila prvi filmski studio. Prva ameriška filmska industrija se je začela leta 1907 v Fort Leeu, prvi studio pa je bil tam zgrajen leta 1909. Laboratoriji DuMont v Passaicu so razvili zgodnje komplete in izvedli prvo oddajo v zasebnem domu. V New Jerseyju so posneli številne televizijske oddaje in filme. Od leta 1978 država vzdržuje komisijo za filme in televizijo, da spodbuja snemanje v državi. New Jersey televizijskim producentom že dolgo ponuja davčne olajšave. Guverner Chris Christie je kredite začasno ustavil leta 2010, vendar je zakonodajalec države New Jersey leta 2011 odobril obnovo in razširitev programa davčnih dobropisov. Na podlagi zakonov, ki sta jih sprejela državni senat in skupščina, program ponuja 20-odstotno davčno olajšavo (22% v mestnih podjetniških conah) televizijskim in filmskim produkcijam, ki snemajo v državi in izpolnjujejo zastavljene standarde za najem in lokalno porabo.

## Transport

### Cestni transport
Avtocesta New Jersey je ena najvidnejših in zelo prometnih cest v ZDA. Ta cestninska cesta, ki se večino svoje dolžine prekriva z Interstate 95, prevaža promet med Delawarejem in New Yorkom ter na splošno navzgor in navzdol po vzhodni obali. Znano poimenovano preprosto "Turnpike", je znano po številnih počivališčih, poimenovanih po uglednih New Jerseyjanih.
Garden State Parkway ali preprosto "Parkway" prenaša razmeroma več prometa znotraj države kot meddržavni promet in poteka od severne meje New Jerseyja do njegove najjužnejše konice pri Cape Mayu. To je glavna pot, ki povezuje mestno območje New Yorka z obalo Jersey. Driscoll Bridge na Parkwayu, ki se razteza čez reko Raritan v okrožju Middlesex, je s petnajstimi potovalnimi in šestimi ramenskimi pasovi najširši most na svetu za motorna vozila po številu pasov in eden najprometnejših.
New Jersey je povezan z New Yorkom prek različnih ključnih mostov in predorov. Dvonadstropni most George Washington prenaša največ prometa z motornimi vozili na katerem koli mostu na svetu, in sicer 102 milijona vozil na leto po štirinajstih pasovih. Povezuje Fort Lee v New Jerseyju s sosesko Washington Heights na Zgornjem Manhattnu in čez reko Hudson vodi meddržavno pot 95 in ameriško pot 1/9. Predor Lincoln se povezuje s Midtown Manhattnom, ki vodi po New Jersey Route 495, Holland Holland pa s Spodnjim Manhattnom, ki vozi z interstate 78. New Jersey je s Staten Islandom povezan tudi s tremi mostovi - od severa proti jugu, mostom Bayonne, mostom Goethals, in prehod Outerbridge.
New Jersey ima meddržavne dogovore z vsemi tremi sosednjimi državami. Pristaniška uprava New Yorka in New Jerseyja, pristaniška uprava reke Delaware (s Pennsylvanijo), skupna komisija za cestninjenje reke Delaware (s Pennsylvanijo) ter uprava reke in zaliva Delaware (z Delawarejem) upravljajo večino glavnih prometnih poti. v državi in zunaj nje. Cestnine za mostove se pobirajo samo iz prometa, ki zapusti državo, z izjemo zasebnega Dingmanovega trajektnega mostu čez reko Delaware, ki zaračuna cestnino v obe smeri.
Kupec si v New Jerseyju nezakonito služi bencin. Po uvedbi omejene razpoložljivosti samopostrežnega bencina v Oregonu je leta 2016 postala zadnja preostala ameriška zvezna država, kjer morajo vse bencinske črpalke strankam prodajati bencin s polno storitvijo.

### Letalski transport
Mednarodno letališče Newark Liberty (EWR) je eno najbolj prometnih letališč v ZDA. Upravlja ga pristaniška uprava New York in New Jersey, je eno od treh glavnih letališč, ki služijo metropolitanskemu območju New Yorka. United Airlines je največji najemnik letališča in tam upravlja celoten terminal, ki ga uporablja kot eno od svojih glavnih vozlišč. FedEx Express upravlja tudi velik tovorni terminal na EWR. Sosednja železniška postaja letališča Newark omogoča dostop do vlakov Amtrak in NJ Transit vzdolž proge severovzhodnega koridorja. Dve manjši komercialni letališči, mednarodno letališče Atlantic City in hitro rastoče letališče Trenton-Mercer, delujeta tudi v drugih delih države. Letališče Teterboro v okrožju Bergen in mestno letališče Millville v okrožju Cumberland sta letališči splošnega letalstva, ki sta priljubljeni pri zasebnih in poslovnih letalih zaradi bližine New Yorka in Jersey Shore.

### Železnica in avtobusni transport
NJ Transit opravlja obsežne železniške in avtobusne storitve po vsej državi. Državna korporacija se je začela s konsolidacijo več zasebnih avtobusnih družb v Severnem Jerseyju leta 1979. V zgodnjih osemdesetih letih je prevzela Conrail-jeve primestne vlake, ki so povezovali primestna mesta z New Yorkom.
Danes ima NJ Transit enajst primestnih železniških prog, ki vozijo skozi različne dele države. Večina linij se konča na postaji Penn v New Yorku ali na terminalu Hoboken v Hobokenu. Ena linija zagotavlja povezave med Atlantic Cityjem in Philadelphio v Pensilvaniji. NJ Transit v državi upravlja tudi s tremi lahkimi železniškimi sistemi. Lahka železnica Hudson-Bergen povezuje Bayonne s severnim Bergenom preko Hobokena in Jersey Cityja. Lahka železnica Newark je delno pod zemljo in povezuje središče Newarka z drugimi deli mesta in predmestji Belleville in Bloomfield. Rečna črta povezuje Trenton in Camden. PATH je hitri tranzitni sistem, sestavljen iz štirih linij, ki jih upravljata pristaniška uprava New York in New Jersey. Povezuje Hoboken, Jersey City, Harrison in Newark z New Yorkom. PATCO Speedline je hitri tranzitni sistem, ki povezuje okrožje Camden in Philadelphio. Tako PATCO kot PATH sta dva od le petih sistemov hitrega tranzita v ZDA, ki delujeta 24 ur na dan.
Amtrak upravlja s številnimi potniškimi vlaki na dolge razdalje v New Jerseyju, tako v sosednje države kot iz njih in po njih. Poleg povezave z letališčem Newark so med drugimi pomembnejšimi železniškimi postajami Amtrak še tranzitni center Trenton, Metropark in zgodovinska postaja Newark Penn. Prometna uprava jugovzhodne Pensilvanije ali SEPTA ima dve primestni železniški progi, ki peljeta v New Jersey. Linija Trenton se konča v tranzitnem centru Trenton, zahodna linija Trenton pa na železniški postaji West Trenton v Ewingu. AirTrain Newark je monotirna železniška postaja, ki povezuje tranzitno postajo Amtrak / NJ na severovzhodnem koridorju z letališkimi terminali in parkirišči. Nekateri zasebni avtobusni prevozniki še vedno ostajajo v New Jerseyju. Večina teh prevoznikov z državnim financiranjem pokriva izgube, državni avtobusi pa so na voljo tem prevoznikom, od katerih večino predstavljajo podjetja Coach USA. Med drugimi prevozniki so tudi zasebni čarterski in turistični avtobusni prevozniki, ki hazarderje vozijo iz drugih delov New Jerseyja, New Yorka, Philadelphije in Delawareja v igralniške letovišča Atlantic City.

## Vlada in politika

### Izvršno
Položaj guvernerja New Jerseyja je veljal za enega najmočnejših v državi. Do leta 2010 je bil guverner edini v državi izvoljeni izvršni uradnik v državi in je imenoval številne vladne uradnike. Včasih je bil vršilec dolžnosti guvernerja še močnejši, saj je hkrati služboval kot predsednik senata zvezne države New Jersey in tako usmerjal polovico zakonodajnega in celotnega izvršnega procesa. V letih 2002 in 2007 je predsednik državnega senata Richard Codey krajši čas opravljal funkcijo vršilca dolžnosti guvernerja, od leta 2004 do 2006 pa je Codey zaradi odstopa Jima McGreeveyja postal dolgoletni vršilec dolžnosti guvernerja. Sprememba državne ustave iz leta 2005 predsedniku senata preprečuje, da bi v primeru trajnega prostega mesta guvernerja postal vršilec dolžnosti guvernerja, ne da bi se odrekel sedežu v državnem senatu. Phil Murphy (D) je guverner. Guvernerjev dvorec je Drumthwacket, ki se nahaja v Princetonu.
Pred letom 2010 je bil New Jersey ena redkih zveznih držav brez namestnika guvernerja. Republikanka Kim Guadagno je bila izvoljena za prvo namestnico guvernerja New Jerseyja in je funkcijo prevzela 19. januarja 2010. Na republikanski vstopnici je bila izvoljena z guvernerjem Chrisom Christiejem novembra 2009 na guvernerskih volitvah v NJ. Stališče je nastalo kot rezultat ustavne spremembe ustave zvezne države New Jersey, ki so jo volivci sprejeli 8. novembra 2005 in je začela veljati 17. januarja 2006.

### Zakonodajno
Trenutna različica ustavne zvezne države New Jersey je bila sprejeta leta 1947. Predvideva dvodomni zakonodajni organ New Jerseyja, ki ga sestavlja zgornji dom senata s 40 člani in splošni zbor spodnjega doma z 80 člani. Vsako od 40 zakonodajnih okrožij izvoli enega državnega senatorja in dva člana skupščine. Člani skupščine so izvoljeni za dve leti v vseh neparnih letih; državni senatorji so izvoljeni v letih, ki se končajo na 1, 3 in 7 in tako opravljajo štiri- ali dveletni mandat.
New Jersey je ena od le petih zveznih držav, ki izvoli svoje državne uradnike v neparnih letih. (Ostali so Kentucky, Louisiana, Mississippi in Virginia.) New Jersey organizira volitve za te urade vsaka štiri leta, v letu, ki sledi vsakemu zveznemu predsedniškemu volilnemu letu. Tako je bilo zadnje leto, ko je New Jersey izvolil guvernerja, leto 2017; naslednje guvernerske volitve bodo leta 2021.

### Sodno
Vrhovno sodišče v New Jerseyju je sestavljeno iz vrhovnega sodnika in šestih sodnikov. Vse jih imenuje guverner z nasveti in soglasjem večine članov državnega senata. Pravosodniki opravljajo začetni sedemletni mandat, nato pa so lahko ponovno imenovani za službo do 70. leta. Večina vsakodnevnega dela na sodiščih v New Jerseyju poteka na občinskem sodišču, kjer se obravnavajo preproste vozovnice za promet, manjša kazniva dejanja in majhne civilne zadeve. Za resnejše kazenske in civilne zadeve obravnava višje sodišče za vsako okrožje. Vse sodnike vrhovnega sodišča imenuje guverner s svetovanjem in soglasjem večine članov državnega senata. Vsak sodnik ima začetni sedemletni mandat, po katerem je lahko ponovno imenovan za službo do 70. leta. Sodstvo v New Jerseyju je nenavadno, saj ima še vedno ločena sodišča in pravičnost, kot je njegova soseda Delaware, vendar za razliko od večine drugih ZDA države. Vrhovno sodišče v New Jerseyju je na nivoju sojenja razdeljeno na oddelke za pravo in kancistrstvo; pravni oddelek obravnava tako kazenske kot civilne tožbe, pri katerih je tožnikovino glavno pravno sredstvo odškodnina, medtem ko oddelek Chancery obravnava družinske primere, civilne tožbe, pri katerih je tožilčevo glavno pravno sredstvo pravično olajšanje, in zapuščinske postopke. Vrhovno sodišče ima tudi oddelek za pritožbe, ki deluje kot vmesno pritožbeno sodišče države. Sodnike višjega sodišča v pritožbeni oddelek dodeli vrhovni sodnik. Obstaja tudi davčno sodišče, ki je sodišče z omejeno pristojnostjo. Sodniki davčnega sodišča obravnavajo pritožbe na davčne odločbe okrožnih davčnih odborov. Slišijo tudi pritožbe na odločitve direktorja oddelka za obdavčitev o zadevah, kot so državni dohodki, prometni in poslovni davek ter regresi za domačije. Pritožbe na odločbe davčnega sodišča se obravnavajo v pritožbenem oddelku višjega sodišča. Sodnike davčnega sodišča imenuje guverner za začetni mandat sedmih let in po ponovnem imenovanju dobi mandat do dopolnitve obvezne upokojitvene starosti 70 let. Obstaja 12 sodniških položajev na davčnem sodišču.

### Okrožja
New Jersey je razdeljen na 21 okrožij; 13 izvirajo iz kolonialne dobe. New Jersey je bil leta 1692 popolnoma razdeljen na okrožja; sedanje županije so nastale z delitvijo obstoječih; nazadnje okrožje Union leta 1857. [235] New Jersey je edina država v državi, kjer se izvoljeni uradniki okrožij imenujejo "Freeholders", ki vsako okrožje upravljajo kot del svojega odbora izbranih lastnikov. Število imetnikov prostih imetnikov v vsaki okraji se določi z referendumom, sestavljati pa ga morajo tri, pet, sedem ali devet članov.
Odvisno od okrožja lahko izvršne in zakonodajne funkcije opravlja odbor izbranih lastnikov ali razdeli na ločene veje oblasti. V 16 okrožjih člani upravnega odbora izbranih lastnikov opravljajo zakonodajno in izvršilno funkcijo na podlagi provizije, pri čemer je vsak imetnik lastnikov odgovoren za oddelek ali skupino oddelkov. V drugih petih okrožjih (Atlantic, Bergen, Essex, Hudson in Mercer) je neposredno izvoljen okrajni izvršni direktor, ki opravlja izvršne funkcije, medtem ko odbor izbranih lastnikov ohranja zakonodajno in nadzorno vlogo. V okrožjih brez izvršnega direktorja je mogoče najeti upravnika okrožja (ali upravnika okrožja), ki bo opravljal vsakodnevno upravljanje funkcij okrožja.

### Občine
Trenutno ima New Jersey 565 občin; število jih je bilo 566, preden sta se občina Princeton Township in Princeton Borough združila v občino Princeton 1. januarja 2013. V nasprotju z drugimi državami so vsa dežela New Jersey del občine. Leta 2008 je guverner Jon Corzine predlagal zmanjšanje državne pomoči vsem mestom pod 10.000 prebivalci, da bi spodbudil združitve za zmanjšanje upravnih stroškov. Maja 2009 je Komisija za reorganizacijo in konsolidacijo usklajevanja lokalnih enot začela študijo približno 40 majhnih skupnosti v Južnem Jerseyju, da bi se odločila, katere bi lahko bile dobri kandidati za konsolidacijo.

#### Oblike občinske uprave
Od 20. stoletja naprej, ki so ga večinoma vodili cilji, usmerjeni v reforme, je bila izvedena vrsta šestih sodobnih oblik vladanja. To se je začelo z Walshovim zakonom, ki ga je leta 1911 sprejel zakonodajalec New Jerseyja in je predvideval tri- ali petčlansko komisijo, ki je bila izvoljena nepristransko. Temu je sledil zakon o občinskih upravnikih iz leta 1923, ki je ponudil nestrankarski svet, predvideval je šibkega župana, ki so ga izvolili člani sveta, in uvedel vladno strukturo upravitelja sveta z imenovanim upravnikom, ki je odgovoren za vsakodnevno -dnevno upravljanje občinskih zadev.
Faulknerjev zakon, ki je bil prvotno sprejet leta 1950 in je bil bistveno spremenjen leta 1981, ponuja štiri osnovne načrte: župan-svet, upravnik sveta, mala občina in upravnik-svet župana. Zakon ponuja številne izbire za skupnosti, ki imajo prednost pred močnim izvršnim in strokovnim vodenjem občinskih zadev, in ponuja veliko prožnost pri omogočanju občinam, da izbirajo značilnosti svoje vlade: število sedežev v svetu; sedeži, izbrani na prosto, po oddelkih ali s kombinacijo obeh; razporejeni ali sočasni mandat; in župan, ki ga izbere svet ali ga izvolijo neposredno volivci. Večino velikih občin in večino prebivalcev New Jerseyja upravljajo občine z listinami Faulknerjevega zakona. Občine lahko tudi oblikujejo svojo edinstveno obliko vlade in delujejo v skladu s posebno listino s soglasjem zakonodajalca iz New Jerseyja.
Medtem ko občine ohranjajo imena, ki izhajajo iz vrst vlad, so se morda spremenile v eno od sodobnih oblik vladanja ali v preteklosti v katero od drugih tradicionalnih oblik, zaradi česar so občine s formalnimi imeni precej zmedle širšo javnost. Na primer, čeprav obstajajo štiri občine, ki so uradno vaškega tipa, je Loch Arbor edina, ki ostaja pri vaški obliki vlade. Ostale tri vasi - Ridgefield Park (zdaj z obrazcem Walshovega zakona), Ridgewood (zdaj z listino upravnika sveta Faulkner Act) in South Orange (zdaj deluje v skladu s posebno listino) - so se vse preselile v druge nevaške oblike.

### Politika

#### Družbeni odnosi in težave
Družbeno gledano New Jersey velja za eno bolj liberalnih držav v državi. Ankete kažejo, da je 60% prebivalstva samoopisanih kot pro-choice, čeprav večina nasprotuje poznemu trimesečju in nedotaknjenim dilatacijam ter ekstrakciji in javnemu financiranju splava. Leta 2009 je na anketi univerze Quinnipiac University za anketiranje več podprlo istospolne poroke 49% do 43%, 18. oktobra 2013 je vrhovno sodišče v New Jerseyju izdalo začasno soglasno odredbo (7–0), s katero je odobrilo isto -seks zakonska zveza v državi, dokler ni guverner Chris Christie vložil pravno pritožbo, ki jo je nato umaknil nekaj ur po ustanovni istospolni poroki 21. oktobra 2013. Glej tudi: LGBT pravice v New Jerseyju New Jersey ima tudi nekatere najstrožje zakone o nadzoru nad orožjem v ZDA. Med njimi so prepovedi napadalnega strelnega orožja, krogel z votlim nosom in pračk. Nobeno kaznivo dejanje v New Jerseyju ni ocenjeno manj kot kaznivo dejanje. BB in pištole s črnim prahom se obravnavajo kot sodobno strelno orožje. New Jersey ne priznava dovoljenj za orožje zunaj države in agresivno uveljavlja lastne zakone o orožju.

#### Volitve
Na preteklih volitvah je bil New Jersey republikanski bastion, v zadnjem času pa je postal demokratična trdnjava. Trenutno imajo demokrati iz New Jerseyja večinski nadzor nad obema domoma zakonodajne zakonodaje New Jerseyja (Senat, 26. – 14. In Skupščina, 54. – 26.), 10–2 razdelitvi dvanajstih sedežev države v predstavniškem domu ZDA in Sedeži ameriškega senata. Čeprav je Demokratična stranka po vsej državi zelo uspešna, je država imela republikanske guvernerje; med letoma 1994 in 2002 je Christine Todd Whitman dvakrat zmagala s 47% oziroma 49% glasov, republikan Chris Christie pa je na gubernacijskih volitvah leta 2009 z 48% glasov premagal dosedanjega demokrata Jona Corzinea. Na gubernacijskih volitvah leta 2013 je Christie z več kot 60% glasov dobila ponovno izvolitev. Ker vsak kandidat za namestnika guvernerja kandidira na isti listi kot kandidat stranke za guvernerja, sta sedanji guverner in namestnik člana Demokratske stranke. Guvernerja lahko imenuje katera koli stranka; na primer, državni pravobranilec je demokrat.
Na zveznih volitvah se država močno nagiba k Demokratični stranki. V preteklih letih pa je bila republiška utrdba, saj je republikanskemu kandidatu na tesnih volitvah 1948, 1968 in 1976. omogočila udoben rob zmage. New Jersey je bil na volitvah leta 1960 ključna država, 1968 in 1992. Zadnji izvoljeni republikanec, ki je imel sedež v senatu iz New Jerseyja, je bil Clifford P. Case leta 1979. Župan Newarka Cory Booker je bil oktobra 2013 izvoljen, da se je pridružil Robertu Menendezu, da je New Jersey postal prva država s sočasno služenjem črncev in Latinoameriški senatorji.
Med demokratične utrdbe države sodijo okrožje Camden, okrožje Essex (običajno najbolj demokratično okrožje države - vključuje Newark, največje mesto države), okrožje Hudson (drugo najmočnejše demokratično okrožje, vključno z Jersey Cityjem, drugim največjim mestom države); Okrožje Mercer (zlasti okoli Trentona in Princetona), okrožje Middlesex in okrožje Union (vključno z Elizabeth, četrto največje mesto države).
Predmestna severozahodna in jugovzhodna okrožja države so zanesljivo republikanska: republikanci imajo podporo ob obali v okrožju Ocean in v gorskem severozahodnem delu države, zlasti okrožje Morris, okrožje Sussex in okrožje Warren. Večina glasov je prejela Demokratična stranka v drugih primestnih okrožjih, zlasti v okrožjih Bergen in Burlington. Na volitvah leta 2008 je predsednik Barack Obama z približno sedeminpetdesetimi odstotki glasov osvojil New Jersey v primerjavi z enainštiridesetimi McCainovimi. Neodvisni kandidat Ralph Nader je zbral manj kot en odstotek glasov.
Približno tretjina okrožij države se šteje za "nihajne" okrožja, a nekatere gredo bolj v eno smer kot druge. Na primer, okrožje Salem, enako velja za okrožje Passaic, z visoko naseljenim špansko-demokratičnim jugom (vključno s Patersonom, tretjim največjim mestom države) in podeželskim, republikanskim severom; z "swing" mestom Wayne na sredini. V drugih okroglih okrožjih, kot so okrožje Monmouth, okrožje Somerset in okrožje Cape May, gre običajno republikansko, saj imajo prebivalstvo tudi na konservativnih območjih, čeprav je Somerset pred kratkim nastopil v demokraciji.
Da bi lahko glasovali na volitvah v ZDA, morajo vsi prebivalci New Jerseyja prebivati v državi 30 dni pred volitvami in se registrirati 21 dni pred dnem volitev.

#### Smrtna kazen
17. decembra 2007 je guverner Jon Corzine podpisal zakon, ki bi odpravil smrtno kazen v New Jerseyju. New Jersey je prva država, ki je sprejela takšno zakonodajo, saj sta Iowa in Zahodna Virginia leta 1965 odpravili usmrtitve. Corzine je podpisal tudi zakon, s katerim bi stavke zapornikov Death Row znižali z "Smrt" na "Življenje v zaporu brez pogojnega izpusta".